# 이정근 (정치인)
이정근(李炡根, 1962년 11월 6일~)은 대한민국의 방송 취재리서처, 작가 출신 정치인이다.

## 학력
- 1982년 군산여자고등학교 졸업
- 원광대학교 국어교육학 학사
- 연세대학교 언론홍보대학원 방송영상학 석사
- 호서대학교 벤처대학원 벤처경영학 박사

## 논란
2021년 당대표 선거에서 더불어민주당 돈봉투 살포 사건의 핵심 인물로 알려져 있다. 검찰의 수사 과정에서 7년간 사용했던 휴대전화가 압수되었는데 그동안 정치인들과 통화한 모든 기록 3만여건이 녹음이 되어있었는데 이것이 들어나면서 문제가 되고 있다.

## 역대 선거 결과
|  | 28.48% |

|  | 41.06% |

|  | 36.90% |

|  | 24.48% |